# کلاشینکف
کلاشنیکف (به‌طور خلاصه: کلاش) (روسی: Автомат Калашникова) (همچنین شناخته شده در عموم مردم با نام کِلاشینکُف) خانواده‌ای از تفنگ‌های تهاجمی با «آتش تحت اختیار» است که میخائیل کلاشنیکف آن را تولید کرده است. این سلاح با فشنگ‌های کالیبر ۳۹×۷٫۶۲ تغذیه می‌شود و با فشار غیرمستقیم گاز باروت فیضی مسلح می‌شود و دارای برگه ناظم آتش سه وضعیتی است که سلاح را به ترتیب (از بالا به پایین) به سه حالت ضامن، رگبار (خودکار) و تک تیر (نیمه خودکار) درمی‌آورد. AK مخفف آفتامات کلاشنیکف (به روسی: Автомат Калашникова، آوانگاری: Avtomat Kalashnikov) است. آفتامات در زبان روسی به معنای اسلحه خودکار می‌باشد و عدد ۴۷ نیز اشاره به سال ۱۹۴۷ است که اسلحه نام برده به طور انبوه در خط تولید قرار گرفت. نام این جنگ‌افزار برگرفته از نام طراح آن میخائیل کلاشنیکف است. (وی طراحی این اسلحه را با الهام از اشتروم گور ۴۴ که یک سلاح ساخت المان نازی بود انجام داد و به‌دلیل پایان جنگ و از هم پاشیدگی رایش سوم و ارتش آن ورماخت، بسیاری از دست‌آوردها و فناوری‌های آلمان در بسیاری از زمینه‌ها، توسط امریکا، شوروی و دیگر کشورها به سرقت رفته و بسیاری از آن‌ها، بعدها با نام‌های دیگری ساخته و رونمایی شدند)
تولید انبوه AK-47 از سال ۱۹۴۷ در اتحاد جماهیر شوروی آغاز شد و با توجه به سهولت استفاده و نگهداری، قدرت بالا، هزینه اندک تولید و د‌وام بالا به محبوب‌ترین اسلحه میان اسلحه‌های تهاجمی در جهان تبدیل شد. سلاح‌های AK-M (تولید شده در سال ۱۹۵۹ میلادی)، AK-74 با کالیبر پایین‌تر ۵٬۴۵ میلی‌متری (تولید در سال ۱۹۷۴ میلادی) و Type-56 مدل تولید چین AK-47 از مشهورترین انواع کالاشنیکف هستند. از زمان آغاز تولید این سلاح تاکنون بیش از ۲۰۰ میلیون قبضه کلاشنیکف در شوروی و کشورهای دیگر ساخته شده است. بنابر آمار، مسلسل کلاشنیکُف طی ۵۰ سال گذشته بیش از بقیه انواع مسلسل‌ها، چه در دست انقلابیون و چه توسط نیروهای نظامی و امنیتی، برای کشتار به‌کار رفته است. سازنده این اسلحه میخائیل کلاشنیکف گفته که هر وقت می‌بینم اسلحه‌ای که برای دفاع از کشورم دست گروه‌های تروریستی است از خود می‌پرسم چه شد که این اتفاق افتاد؟ کاش به جای آن یک ماشین چمن زنی خلق می‌کردم. از حدود ۵۰۰ میلیون تفنگ در جهان، در سال ۲۰۰۴، حدود ۱۰۰ میلیون آن‌ها از خانوادهٔ کلاشنیکف بودند.

## تاریخچه
آکا-۴۷ که از فشنگ ۳۹×۷٫۶۲ استفاده می‌کند که توسط میخائیل کالاشنیکف در جریان جنگ جهانی دوم با الهام از اولین تفنگ تهاجمی جهان یعنی اس‌تی‌جی-۴۴ طراحی شد. در سال‌های بعد تغییرات زیادی بر روی این سلاح صورت گرفت و در دهه ۱۹۶۰ آکاام (کالاشنیکف مدرن) و در سال ۱۹۷۴ آکا-۷۴ که کالیبر آن به ۵٫۴۵ کاهش پیدا کرده و از فشنگ ۳۹×۵٫۴۵ استفاده می‌کند، در ارتش شوروی جایگزین آن شد. از سال ۱۹۹۱ آکا-۷۴ام سلاح سازمانی امروزین روسیه انتخاب شده و از دهه ۱۹۹۰ ساخت سری آکا-۱۰۱ این اسلحه که از کالیبرهای دیگر استفاده می‌کند آغاز شد.

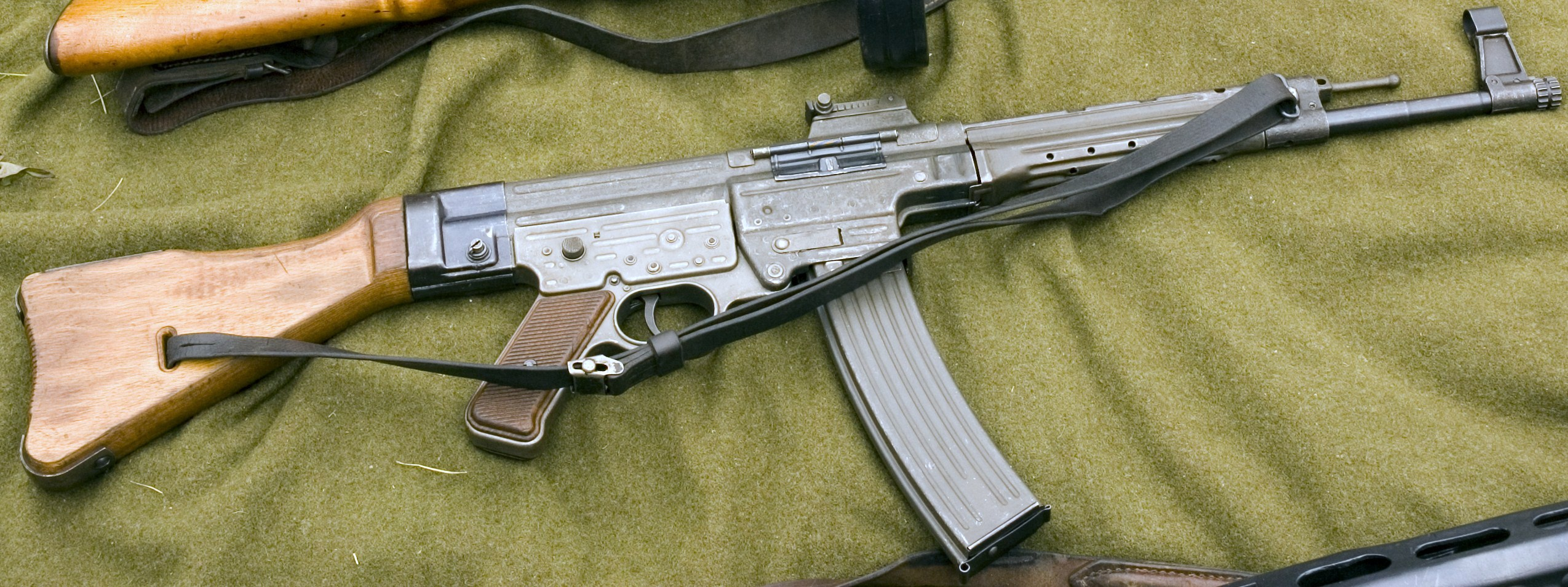
نمونه ای از جنگ افزار آلمانی اشتورم گور ۴۴ که صدها هزار از آن در رایش سوم ساخته شد.

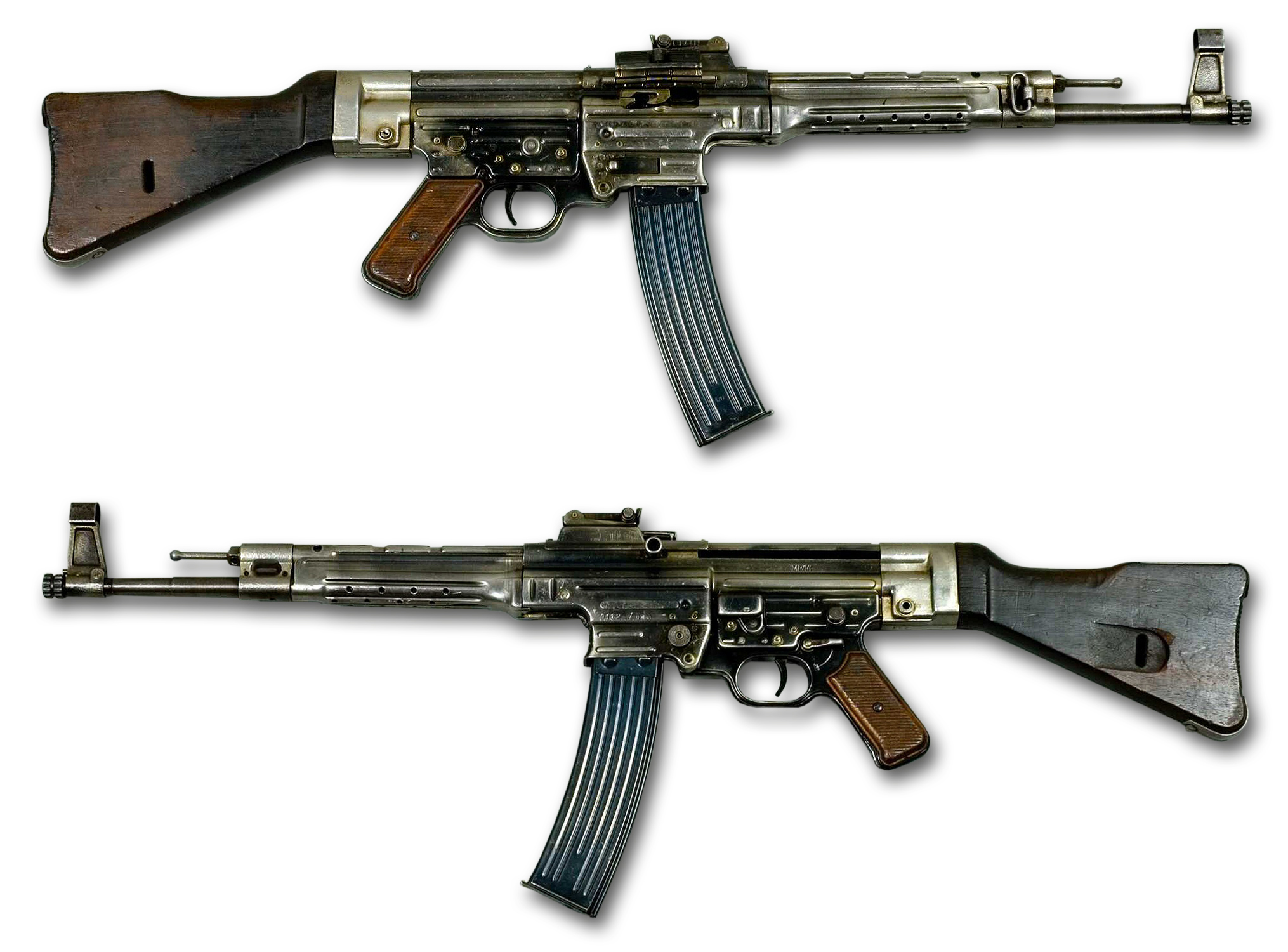
دو نمونه از اشتورم گور ۴۴ آلمانی که نخستین جنگ افراز تهاجمی جهان بود.

## انواع

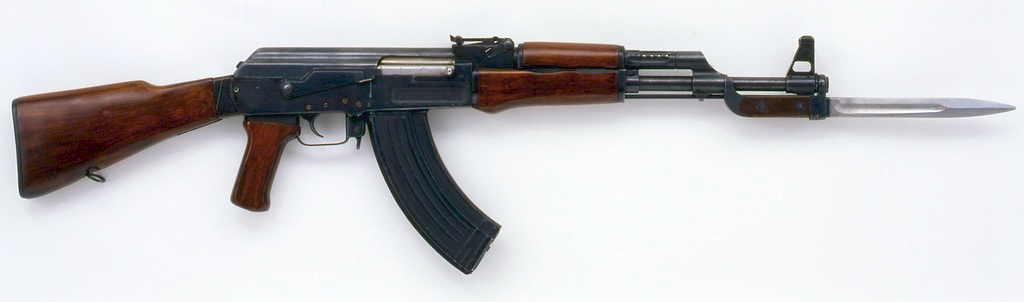
کَلاشْنیکُف با سر نیزه

این تفنگ خشاب‌های ۷۵،۴۰،۳۰،۱۰ فشنگی دارد و با روش غیرمستقیم و با فشار گاز ناشی از انفجار باروت مسلح می‌شود و با هوا نیز خنک می‌شود، سیستم قفل گلنگدن آن از نوع چرخشی است. این سلاح با دو نوع قنداق ساخته می‌شود که تاشو بر دو نوع اصلی ویک نوع فرعی (منظور از فرعی این است که تازه به بازار عرضه گردیده است) ساخته شده است. نوع اول قنداق‌های تاشو، تاشو از زیر نام دارد دوم تاشو از بغل و سوم (که تازه‌وارد بازار شده) تلسکوپی نامدارد که در همان مکان به جلو و عقب می‌رود. نوع تاشو آن به سبب اشغال فضای کمتر و حمل آسان‌تر مورد توجه است و به سبب کوچکی و سبکی نسبی در جنگ‌های چریکی (پارتیزانی) کارایی دارد. کالیبر اصلی آن ۷٫۶۲ میلی‌متر است؛ ولی در کالیبرهای دیگر نیز ساخته شده است. بدنه آن از فولاد نرم ساخته شده و دیگر بخش‌ها پرس‌کاری شده است. AK-47M نسخه نیروهای ویژه که در دهه ۱۹۸۰توسعه یافت و مشابه AK-47است و توان نصب سامانه دید در شب و نارنجک‌اندازهای متنوع تری روی آن وجود دارد

## بُرد
ستون مدرج ان از ۱تا۸ و ۱تا۱۰ است که هر عدد ضریب ۱۰۰ متر است. برد مؤثر آن ۳۰۰ تا ۴۰۰ متر و برد مفید آن ۸۰۰ تا ۱۰۰۰ متر است. حداکثر برد آن ۲۰۰۰متر است. برد مؤثر مسافتی است که مرمی علیه اهداف مؤثر بوده و آسیب جدی می‌رساند و برد مفید مسافتی است که به وسیله سلاح قابل نشانه‌گیری است. برد نهایی یا حداکثر برد مسافتی است که مرمی می‌تواند طی کند. برای اندازه‌گیری برد نهایی سلاح در زاویه ۴۵ درجه یک فشنگ شلیک می‌کند. سرانجام مرمی بر اثر کاهش انرژی و سرعت و تحت تأثیر نیروی گرانش زمین به زمین می‌افتد که به آن مسافت برد نهایی می‌گویند.

## ابعاد
با قنداق چوبی ثابت:
۸۸۰ میلی‌متر (۳۵ اینچ)
با قنداق تاشو بزرگ: ۸۷۵ میلی‌متر (۳۴٫۴ اینچ)
با قنداق تا شده: ۶۴۵ میلی‌متر (۲۵٫۴ اینچ)

## به‌کارگیری

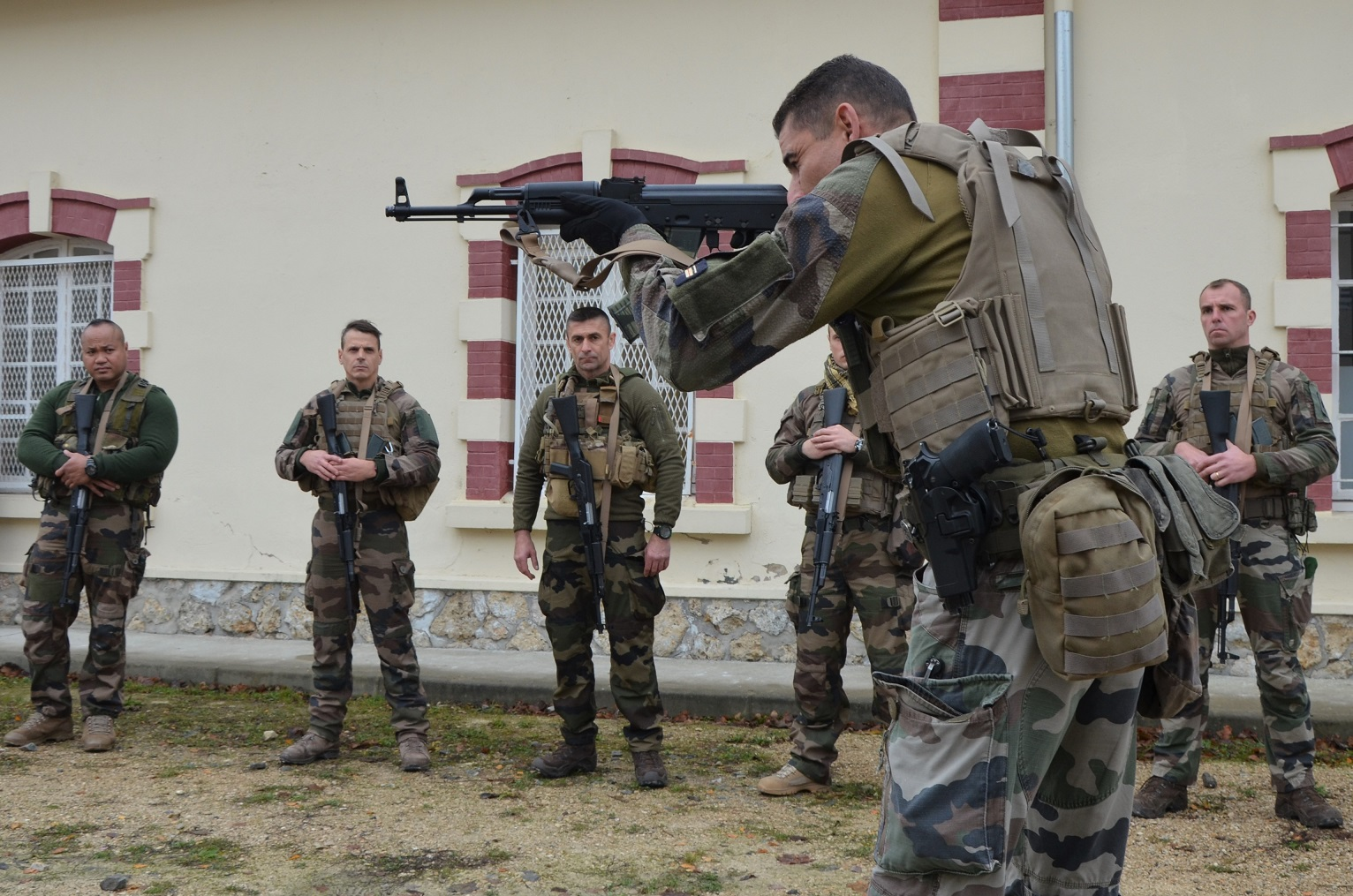
تمرین با Ak-47در ارتش فرانسه

در دوران جنگ سرد بسیاری از کشورهای جهان به ویژه بلوک شرق این سلاح را به کار گرفتند. در سال ۱۹۵۱ رسماً وارد ارتش روسیه گردید. سال ۱۹۵۹ ساخت نوع AKM (آفتامات کالاشنیکف مدرن) آغاز شد که برخلاف مدل آکا-۴۷ بدنه این سلاح ورقه پرسکاری است و در بخش‌های دیگر تغییراتی نیز داده شده است. کشورهای گوناگونی (بیشتر از بلوک شرق) این سلاح را نولید کرده‌اند. همچنین جمهوری اسلامی ایران این سلاح را در انواع گوناگون ساخته و هم‌اکنون این سلاح در سازمان رزم نیروهای مسلح جمهوری اسلامی ایران نیز قرار دارد.

طرح مسلسل کلاشنیکف بر روی پرچم موزامبیک نقش بسته است.

## تولید

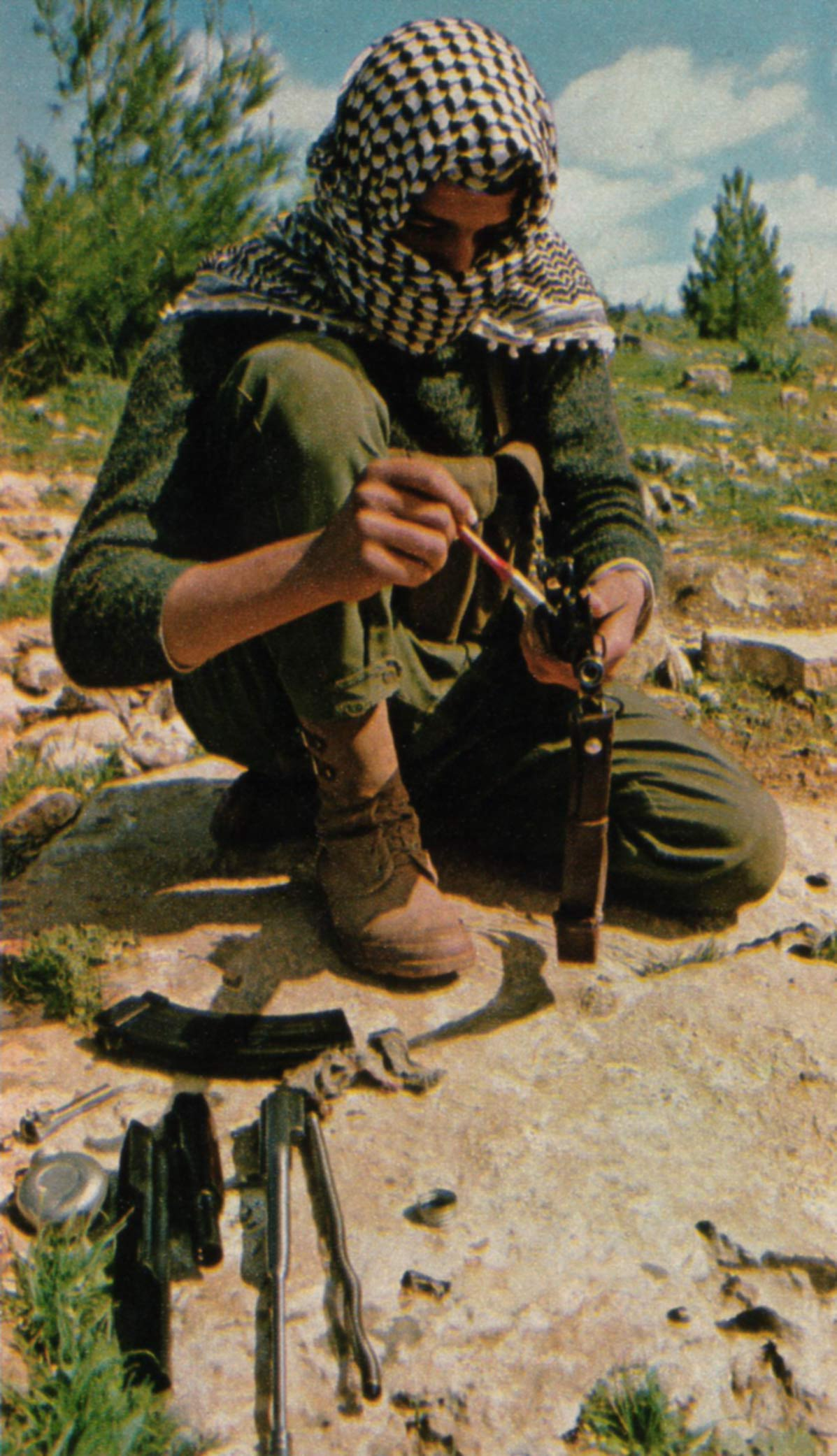
یک سرباز در حال باز کردن قطعات اسلحه کلاشینکف یا به عبارتی تمیز کردن آن.

تولید کلاشنیکف هنوز هم در آغاز قرن بیست و یکم ادامه دارد و سالانه به‌طور تقریبی حدود ۱۰۰ هزار قبضه از این سلاح در روسیه و حدود ۹۰۰ هزار قبضه دیگر در سایر کشورهای دنیا مانند بلغارستان، ایران، چین و لهستان تولید می‌شوند. کلاشنیکف‌های روسی در سال ۲۰۰۷ به قیمتی در حدود ۴۰۰ دلار برای هر قبضه به فروش می‌روند.